# هيرناني دي سوزا
 هيرناني فيدال دي سوزا (بالإنجليزية:  Hernane)‏ لاعب كرة قدم برازيلي من مواليد 4 أغسطس 1986 يلعب في نادي النصر السعودي.
بداياته كانت مع نادي ساو باولو الذي أعاره إلى عدة اندية برازيلية صغيرة منها نادي باوليستا وفي صيف 2011 انتقل إلى نادي بارانا و لعب معهم موسم واحد وبعدها انتقل إلى نادي موجي ميريم الذي انتقل منه إلى نادي فلامينغو الشهير ولعب له لمدة موسمين وسجل العديد من الاهداف ما جعله مطمعاً لنادي النصر السعودي الذي وقع معه صيف 2014 في صفقة قياسية .

## روابط خارجية
- هيرناني دي سوزا على موقع قاعدة بيانات كرة القدم.إي يو (الإنجليزية)
- هيرناني دي سوزا على موقع Soccerway.com (الإنجليزية)
- هيرناني دي سوزا على موقع كووورة